# Svensktoppen 2010
Svensktoppen 2010

## Låttitlar
1. I Did It for Love – Jessica Andersson, 15465 poäng
2. Happyland – Amanda Jenssen, 14870 poäng
3. When You Tell the World You're Mine – Björn Skifs & Agnes Carlsson, 14512 poäng
4. Om du lämnade mig nu – Lars Winnerbäck & Miss Li, 13621 poäng
5. Underbart – Kalle Moraeus & Orsa spelmän, 10356 poäng
6. Devotion – Sanna Nielsen, 7293 poäng
7. Dancing on My Own – Robyn, 6374 poäng
8. Higher – Erik Grönwall, 4088 poäng
9. Från och med du – Oskar Linnros, 3438 poäng
10. Keep On Walking – Salem Al Fakir, 3399 poäng
11. Min plats på jorden – Malena Ernman, 3108 poäng
12. Ge oss år tillbaka – Christer Sjögren, 2708 poäng
13. Jag får liksom ingen ordning – Lars Winnerbäck, 2222 poäng
14. Excuse Me – The Playtones, 2203 poäng
15. Kom – Timoteij, 2161 poäng